# Еговкин, Виктор Михайлович
Виктор Михайлович Еговкин — советский хозяйственный и политический деятель.

## Биография
Родился в 1938 году. Член КПСС.
В 1960—1980 гг. — слесарь Ижевского мотозавода, слесарь, мастер смены, начальник смены, начальник цеха, секретарь парткома Ижевского завода «Нефтемаш».
В 1980—1985 гг. — председатель Ижевского горисполкома.
В 1985—1988 гг. — первый секретарь Устиновского/Ижевского горкома КПСС.
В 1988—1991 гг. — заместитель Председателя Совета министров, председатель Госплана Удмуртской АССР.
В 1996—2006 гг. — заместитель председателя Федерации профсоюзов Удмуртской Республики.
Делегат XXVII съезда КПСС и XIX партконференции.
Умер в Ижевске в 2024 году.

## Награды
- Орден Трудового Красного Знамени
- Орден Знак Почёта